# Attagenus schaefferi
Attagenus schaefferi là một loài bọ cánh cứng trong họ Dermestidae. Loài này được Herbst miêu tả khoa học năm 1792.